# 오쿠보정 (아키타현)
오쿠보정(大久保町)은 아키타현 미나미아키타군에 설치되었던 정이다.